# Бёрдекин, Кэтрин
Кэтрин Бёрдекин (англ. Katherine Burdekin; настоящее имя — Кэтрин Пенелопа Кейд; 23 июля 1896 — 10 августа 1963) — английская писательница-романистка, автор книг в жанре фантастики, затрагивающих социальные и духовные вопросы. Младшая сестра Ровены Кейд, создательницы театра Минак в Корнуолле. Некоторые из романов Кэтрин Бёрдекин можно отнести к жанру феминистической утопии/антиутопии. Её произведения выходили в том числе под именем Кэй Бёрдекин и под псевдонимом Мюррей Константайн. Псевдоним Мюррей Константайн раскрыла исследовательница Дафна Патаи, изучая утопическую и антиутопическую литературу в середине 80-х годов XX века.

## Биография
Родилась в английском городе Спондон, графство Дербишир. Была самой младшей из четырёх детей в семье. Происходила из семьи коренных жителей Дерби, одним из её предков является известный художник Джозеф Райт Дербиский. Кэтрин получила домашнее образование в поместье Кейдов Хоумстед под руководством гувернантки, после чего продолжила учёбу в женском колледже Челтнем. Она отличалась эрудицией и любовью к чтению, и хотела учиться в Оксфорде, как и её братья, однако родители воспрепятствовали этому. В 1915 году вышла замуж за Бофорта Бёрдекина, члена олимпийской сборной по гребле и барристера. В браке у неё родились две дочери, в 1917 и в 1920 году. Вместе с семьей Кэтрин Бёрдекин переехала в Австралию, где и начала писать. Её первый роман, «Анна Колкахун» (Anna Colquhoun), был опубликован в 1922 году. В том же году распался её брак, она вернулась в Англию и поселилась в Минак-хэд в Корнуолле, где жила её сестра. В 1926 году Кэтрин Бёрдекин встретила женщину, которая стала её спутницей на всю оставшуюся жизнь. В 1930-е годы Кэтрин Бёрдекин опубликовала шесть романов; семь неопубликованных (в том числе The End of This Day’s Business). В общей сложности она написала более 20 романов, а также много пьес, рассказов и стихов.